# راندي براون
راندي براون (بالإنجليزية: Randy Brown)‏ مواليد 22 مايو 1968 في شيكاغو، هو مدرب كرة سلة أمريكي ولاعب سابق. بدأ مسيرته الاحترافية في سنة 1991. تم اختياره من قبل فريق سكرامنتو كينغز خلال الدرافت. وهو مدرب مساعد لفريق شيكاغو بولز في الرابطة الوطنية لكرة السلة. يبلغ طوله 6 قدم 2 بوصة (1.9 م). اعتزل اللعب في 2003.

## المسيرة الاحترافية
لعب مع سكرامنتو كينغز من سنة 1991 إلى 1995، ثم لعب مع شيكاغو بولز من سنة 1995 إلى 2000، ثم لعب مع بوسطن سيلتكس من سنة 2000 إلى 2002، ثم لعب مع فينيكس صنز في موسم 2002–2003.

## روابط خارجية
- راندي براون على موقع إن بي أي (الإنجليزية)
- راندي براون على موقع سبورتس رفرنس (الإنجليزية)
- راندي براون على موقع كرة السلة الأوروبية.كوم (الإنجليزية)
- راندي براون على موقع كلية كرة السلة في سبورتس رفرنس.كوم (الإنجليزية)
- راندي براون على موقع ريلجم (الإنجليزية)
- راندي براون على موقع بروبوليرز (الإنجليزية)
- راندي براون على موقع سبورتس رفرنس (الإنجليزية)